# 福井城 (摂津国)
福井城（ふくいじょう）は、大阪府茨木市にあった日本の城。

## 概要
現在の福井城跡は殆んどが田畑になっており、一見したところ城跡と判断しがたいが、土地の高低と堀の構造、そして現在も使用されている「子字名本丸・城ケ谷・構え」などの地名から城の概要を推し量ることができる。地理は、茨木川東岸、北側には福井山の支脈の突端部の台地に築かれた、山城もしくは丘城と考えられている。また近隣には、追手門学院大学を挟み直線距離で約1.5 kmの場所に安威城がある。

## 沿革
この城の歴史については多くは解っていない。明治時代初期頃に作成された『東摂津址城図誌』によると、建武元年（1334年）摂津国、河内国、和泉国に楠木正成守護が築いたとあるが、楠木正成が摂津国の守護職についた史実は無いので伝承レベルで記載されたと思われる。ただ西国街道と丹波街道の抑えとして築いた、としている点は可能性が十分あり、楠木正成説を否定できない。

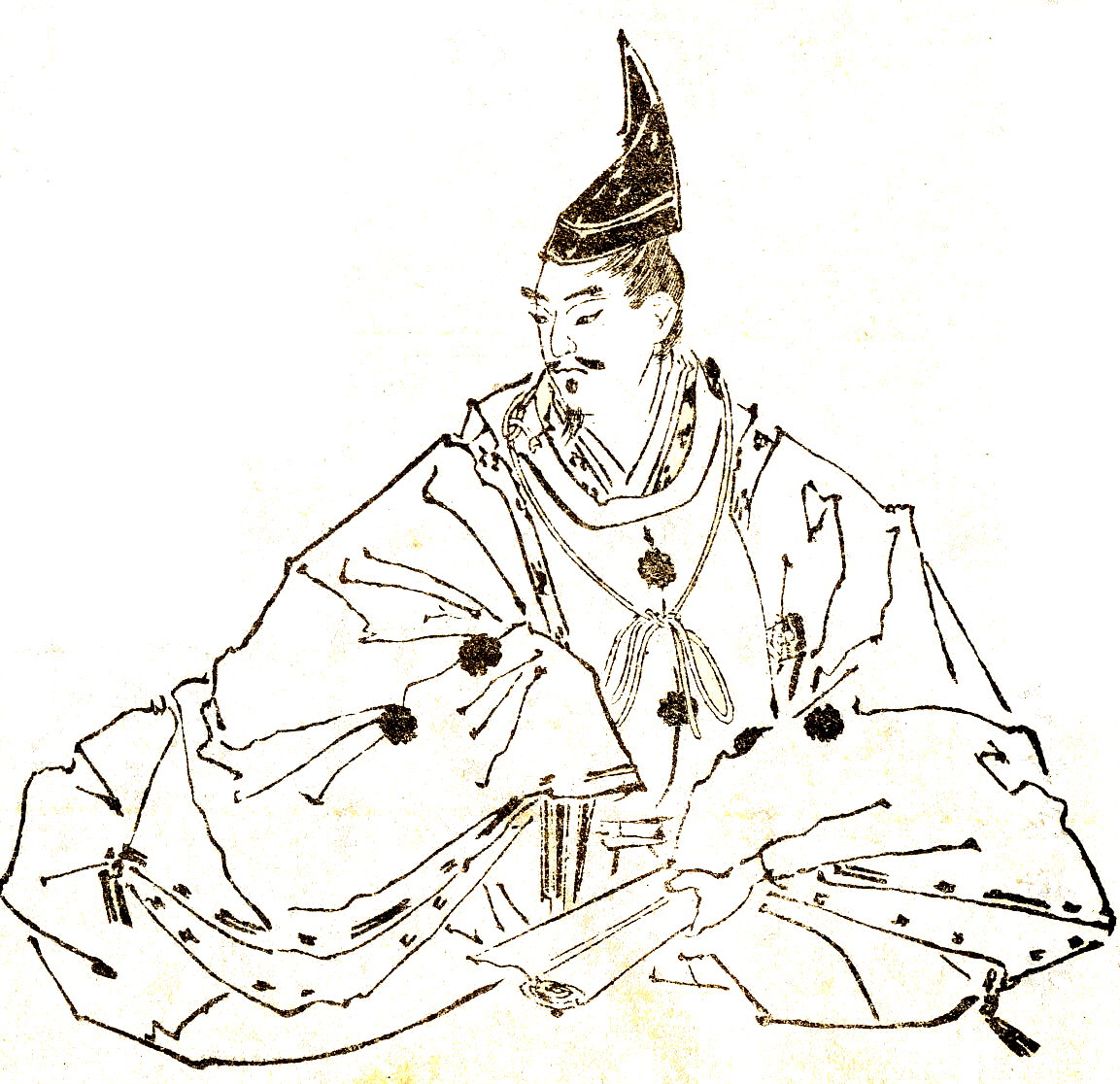
細川頼之像

同じ『東摂津址城図誌』には、細川頼之が福井城に摂津国の守護代を、また細川勝元の時には秋庭元明を守護代として配したと記載されている。また福井城の西側に、古来「矢上」と称する場所があったようで、『福井村誌』によると「大永5年（1525年）から翌年まで、四国方の三好勢と京方の薬師寺勢と数度の合戦ありし古跡」とあるが、これは、大永6年（1527年）から翌年の誤りで、桂川原の戦いの事で波多野元清軍がこの辺りまで戦線を拡大していたと思われる。この『福井村史』によると「矢上」と称する場所は、武士が矢の稽古をしていた場所、との記載もある。
廃城は、この桂川原の戦いの大永7年（1528年）2月の事で、細川晴元方に降服し開城した。その後史上からその名を消したので、この時に廃城になったものと思われている。

## 城郭

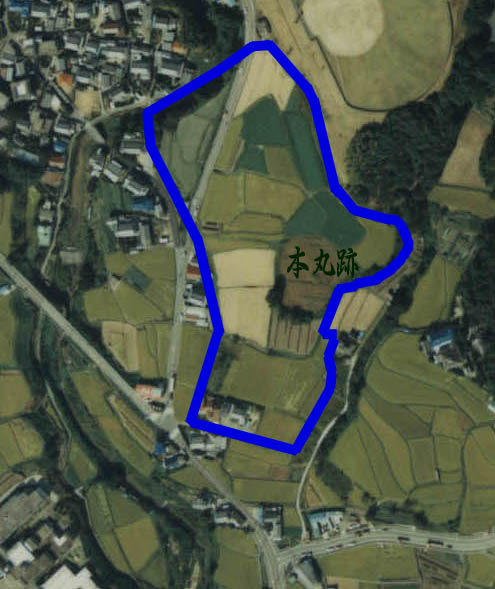
福井城の城郭部分

規模は南北に400 m、東西に250 m程で、東西を川に挟まれ堀のような役割を果たしたと思われている。

### 主な曲輪
- 本丸
  - 東西50 m×南北44 m 隅丸方形の田んぼ 東、南側は崖
- 二の丸
  - 東西70 m×南北90 m L字型の田んぼ
- 三の丸
  - 二の丸の南側に位置する
- 大手跡
  - 南側に位置する
- 出丸跡
  - 東側に位置する
- 搦手跡
  - 北側に位置する

本丸の下5 mの台地には、わずかではあるが石垣の残存も認められる。また、『わがまち茨木（城郭編）』 よると、二の丸の北西部分で室町時代の瓦片が検出されたとの記載が見受けられる。

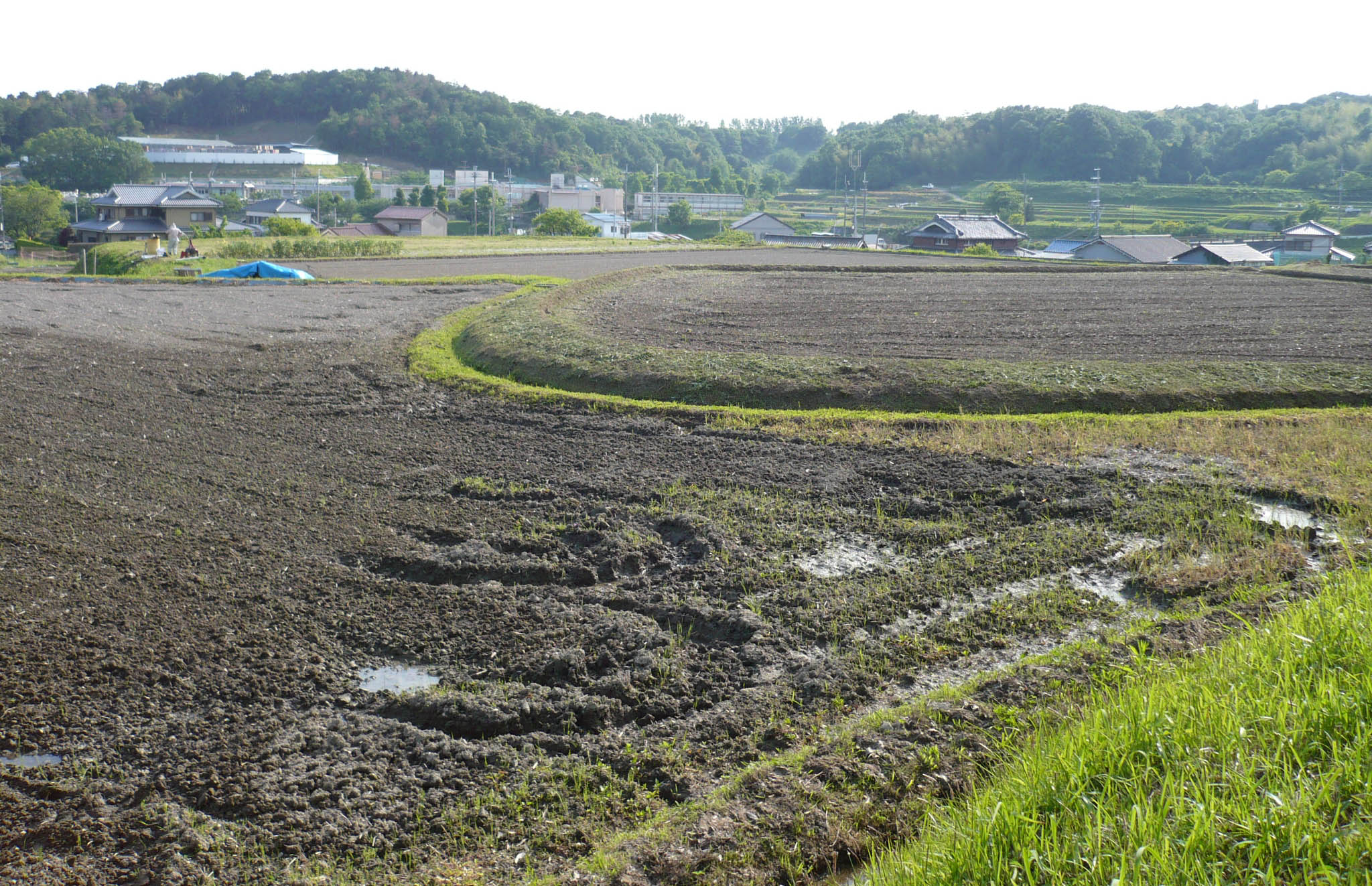
搦手跡、写真の奥が本丸跡
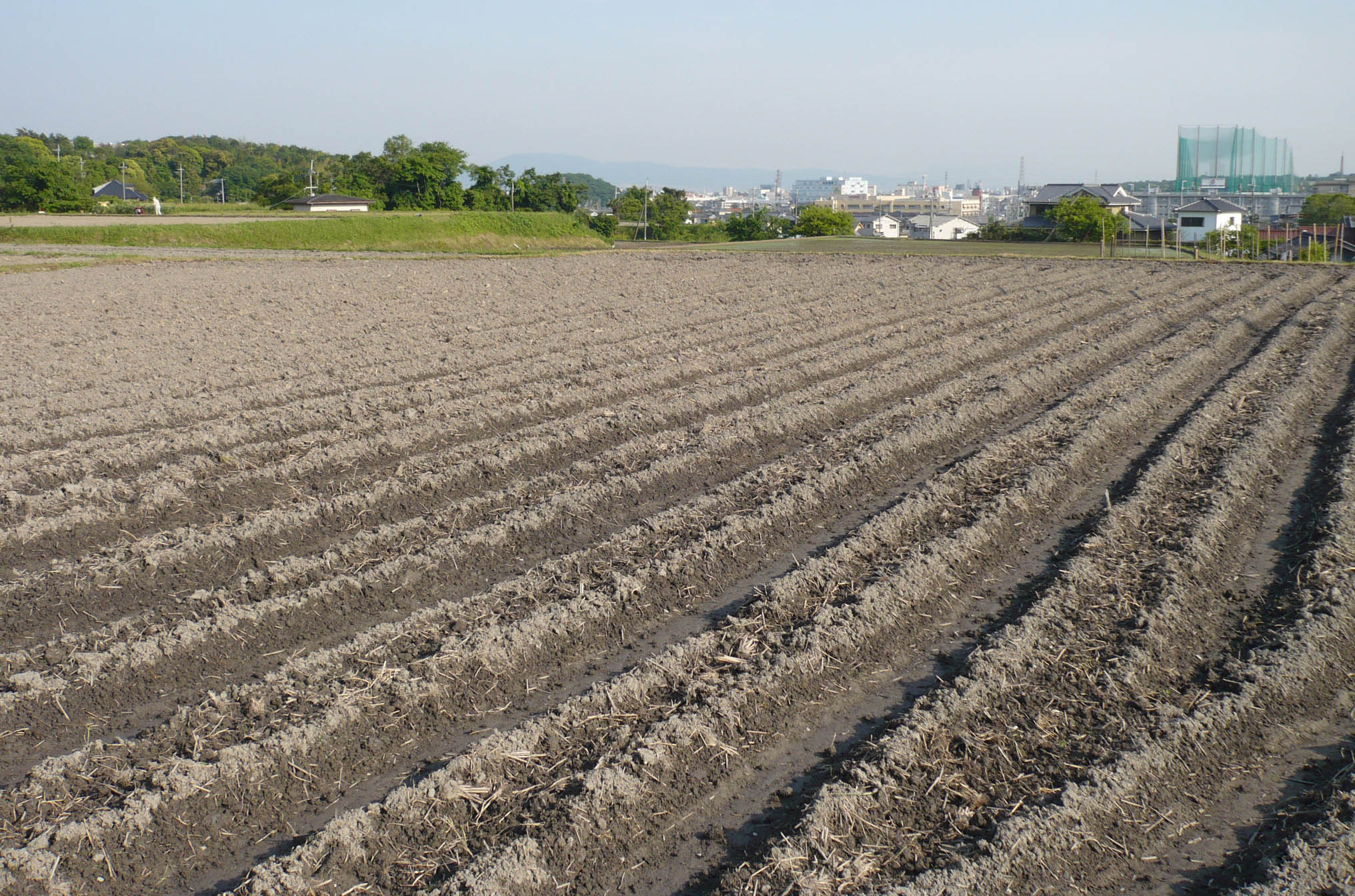
二の丸跡
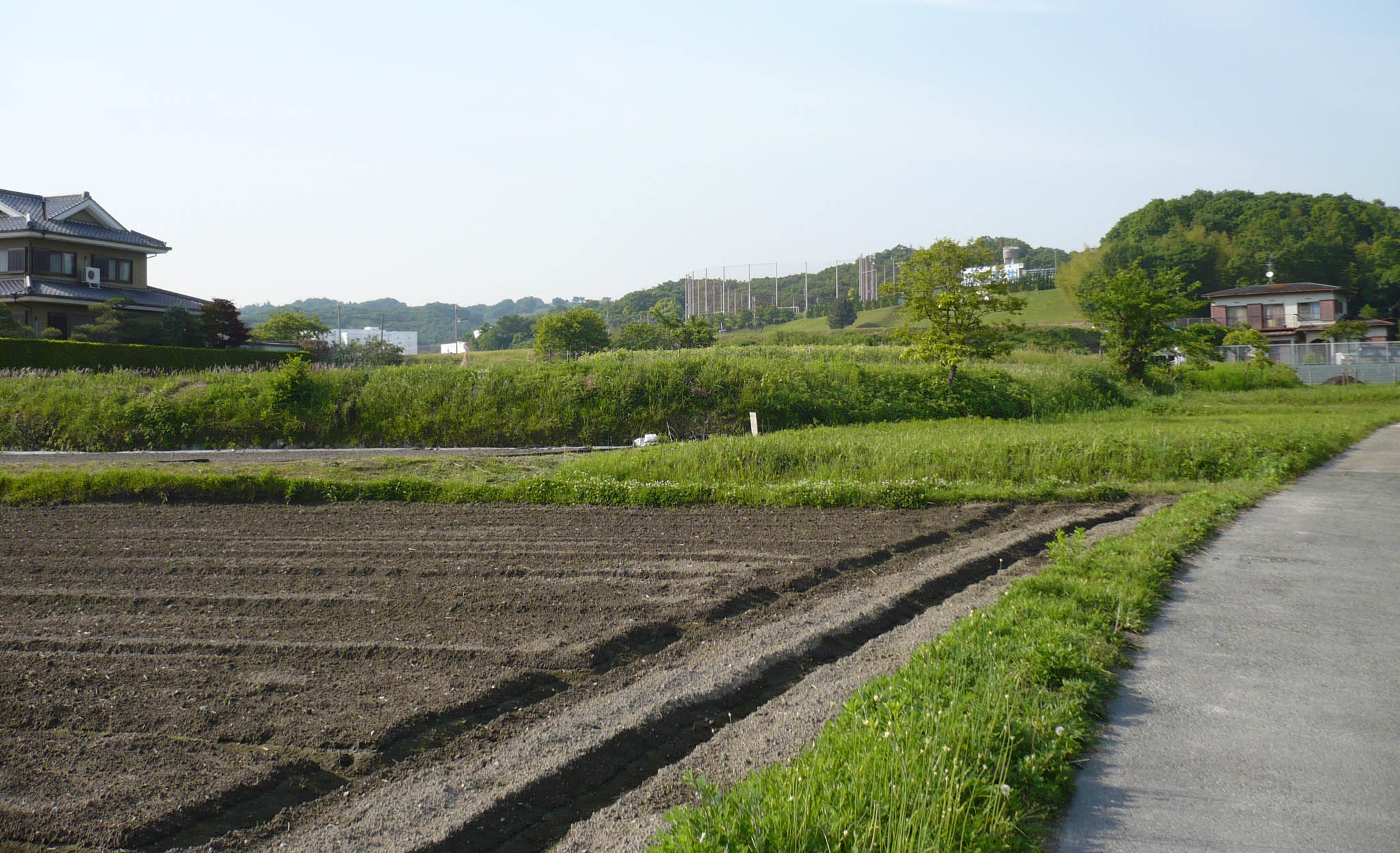
大手跡、写真の奥が三の丸
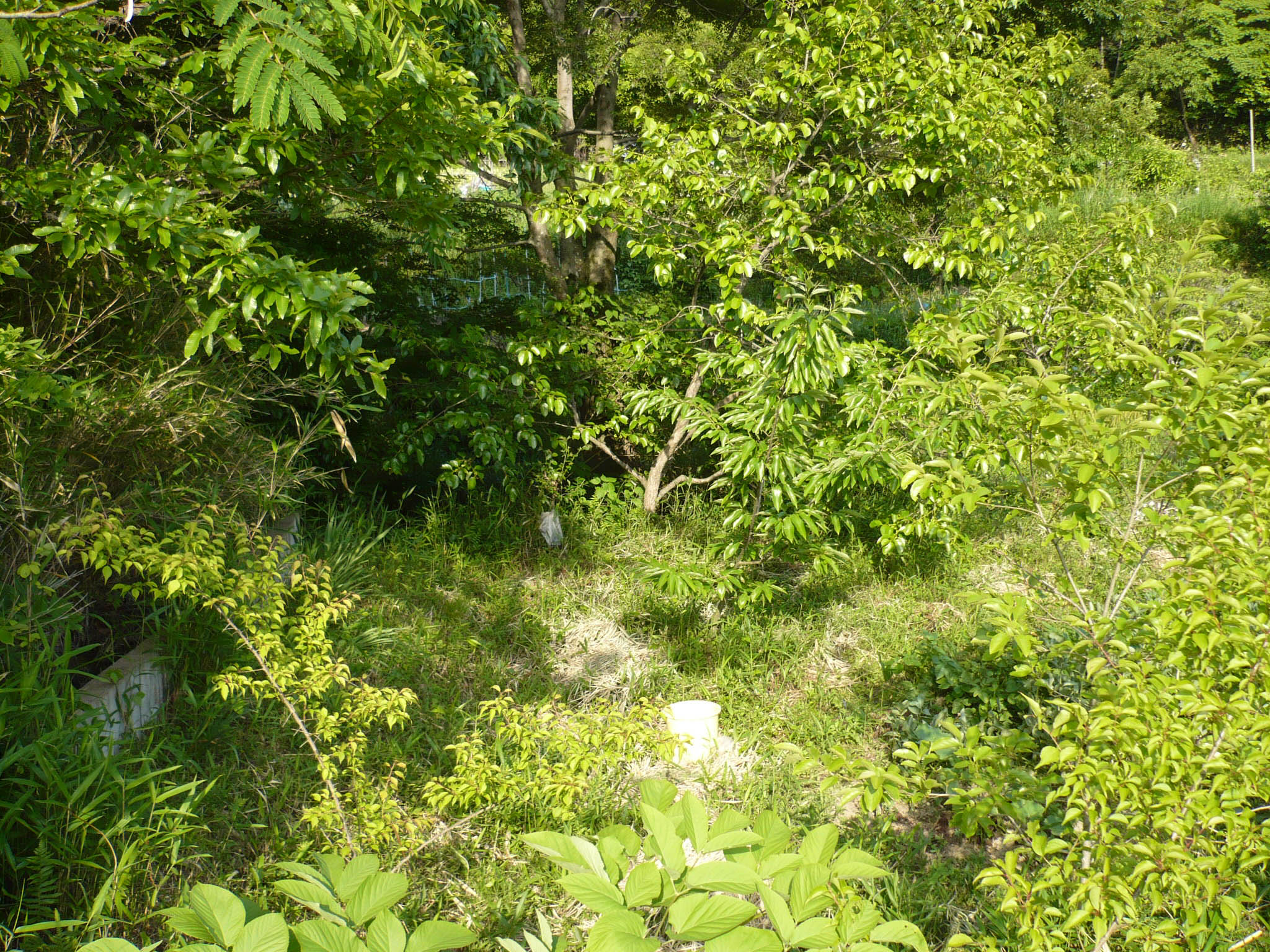
出丸跡

### 茨木川

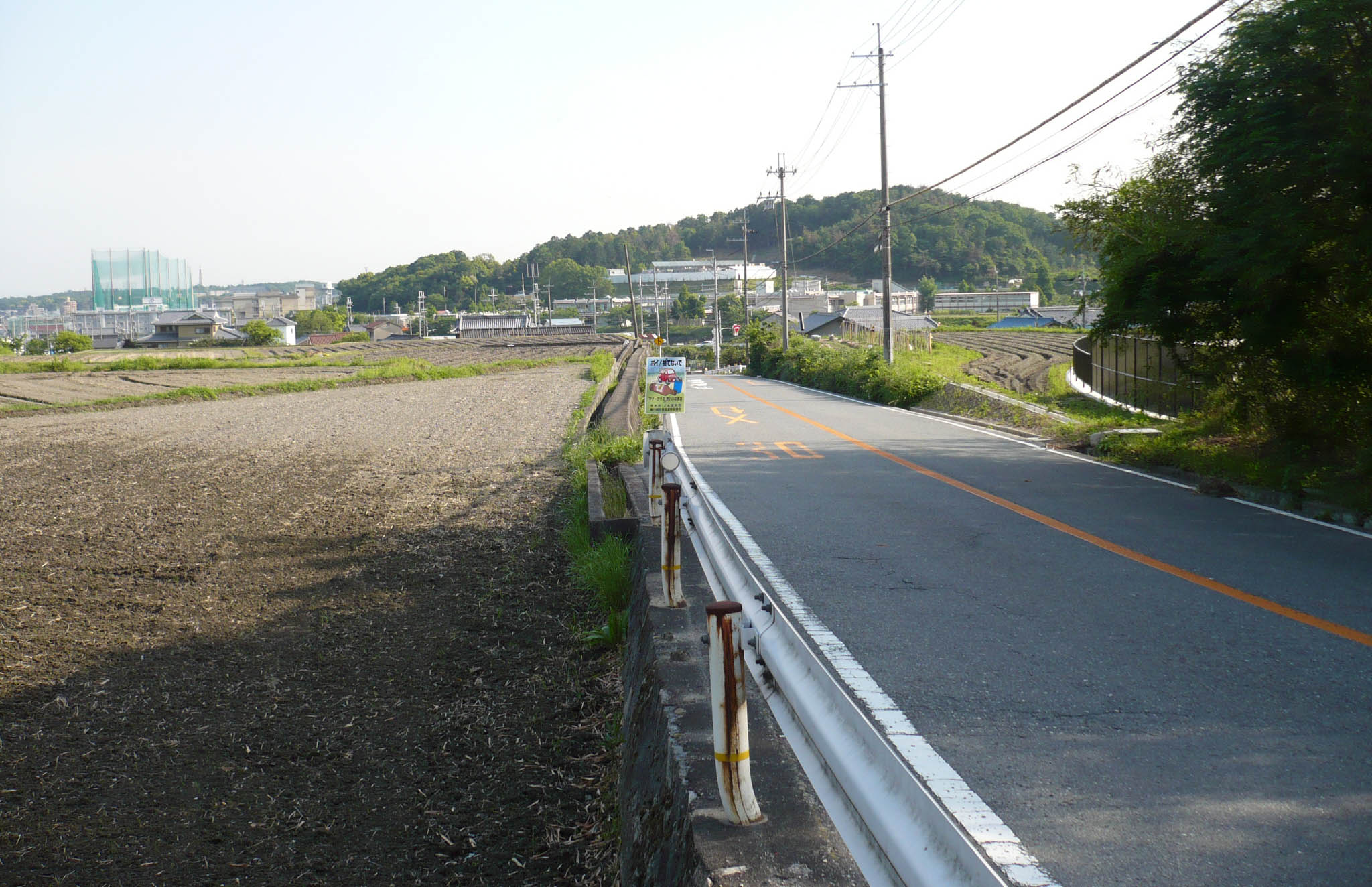
搦手跡

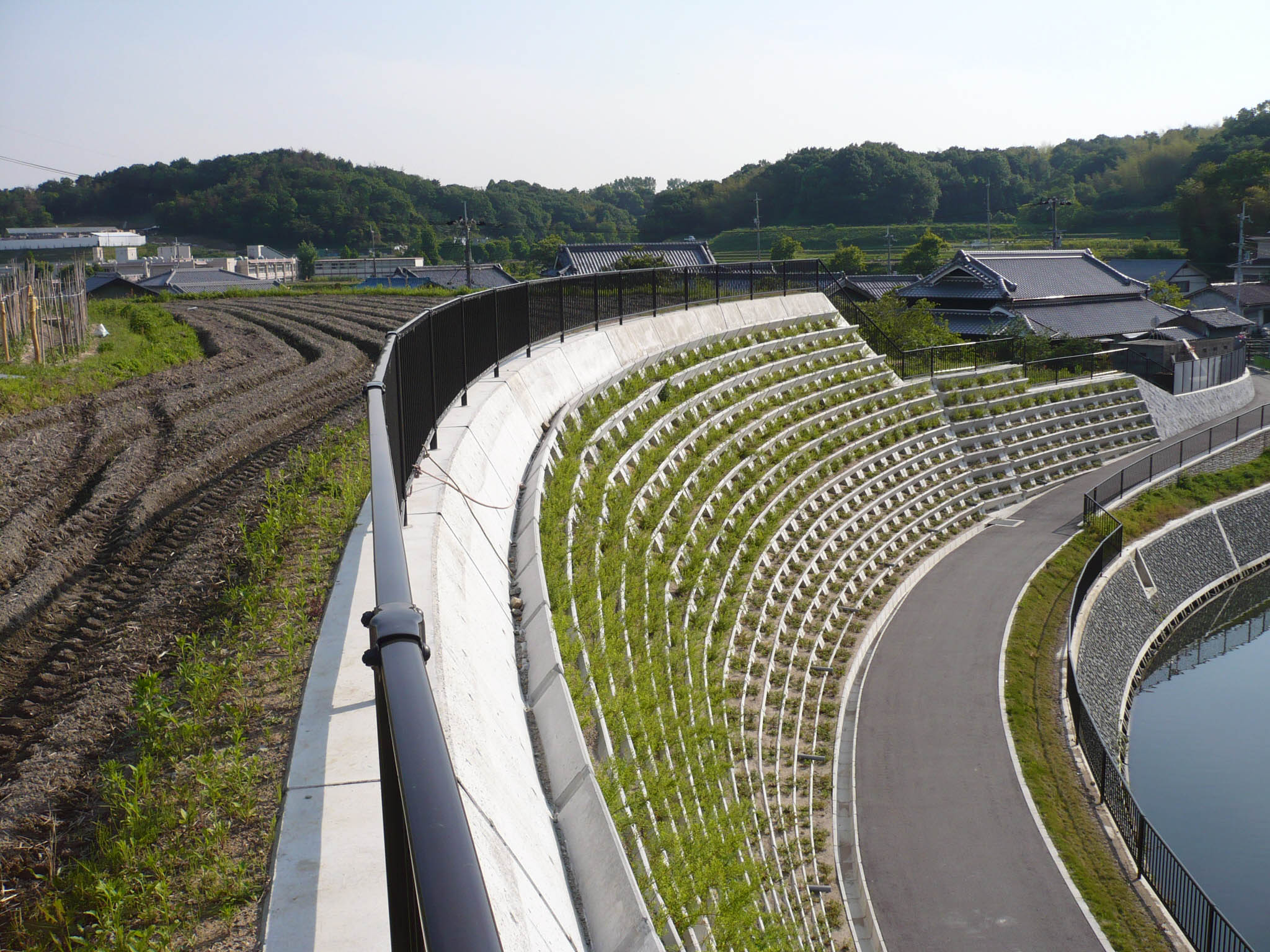
茨木川

現在は大阪府道114号忍頂寺福井線が城内跡に敷設され西側の一部が分断されているが、茨木川までが城郭であったと推察される。右写真から左写真につながり護岸工事が施されているが、当時も大きな崖になっており、西側からの侵入を防ぐ効果があったのではないかと推察されている。

## 城跡へのアクセス
- 電車でのアクセス
  - JR京都線（東海道本線）茨木駅
  - 阪急京都本線 茨木市駅
    - 阪急バス 1番のりば 上福井下車
- 車でのアクセス

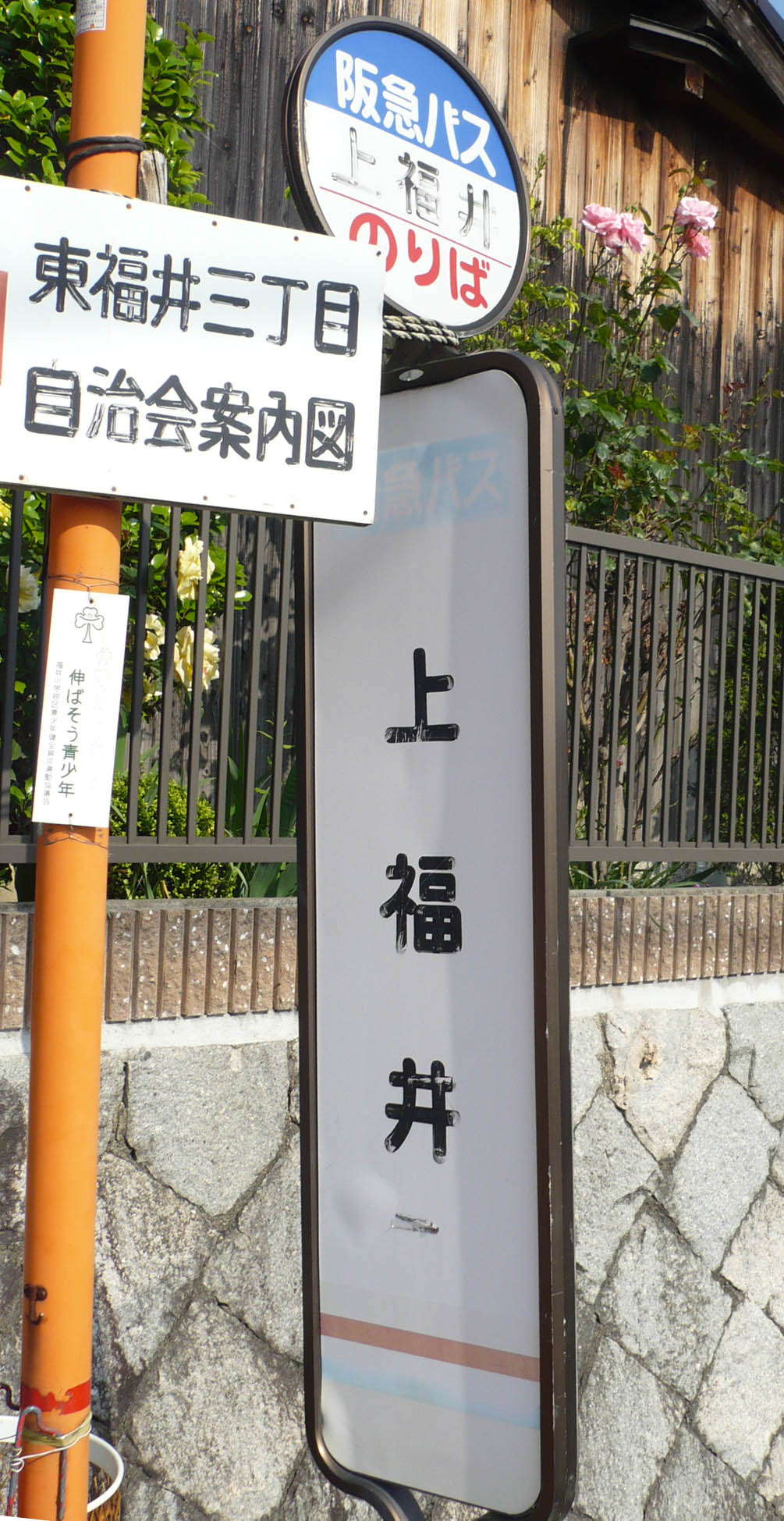
バス乗り場

  - 名神高速道路 茨木IC → 国道171号 → 府道114号線
  - 近隣に駐車場無し